# Loftus Road
Loftus Road és un estadi de futbol de Londres (Anglaterra, Regne Unit). Va ser inaugurat el 1904 i té una capacitat de 18.200 espectadors.

## Història
Va ser inaugurat el 22 d'octubre del 1904. El seu primer propietari va ser el Shepherd's Bush Football Club, equip que va desaparèixer el 1915. Dos anys més tard el Queens Park Rangers es va quedar amb l'estadi.
El 1938 es va reformar, construint-se una grada coberta per a 6.000 espectadors. El 5 d'octubre del 1953 es va inaugurar la il·luminació artificial en un partit contra l'Arsenal. El 1968 es va construir la grada anomenada South Africa Road Stand i dos anys més tard l'Ellerslie Road Stand.
El 27 d'abril del 1974 es va registrar el rècord d'assistència, quan 35.353 espectadors van presenciar un partit contra el Leeds United FC.
El 1980 es va construir la grada Loftus Road End. El 1994 es va fer l'última remodelació i es van posar seients en totes les localitats, de manera que l'estadi va passar a tenir una capacitat de 18.200 espectadors. El 2002 l'estadi va ser usat també pel Fulham Football Club, mentre durava la reconstrucció del seu estadi (Craven Cottage), fins al 30 de juny del 2004.

## Arquitectura
Cada un dels costats té un nom: Loftus Road End (o The Loft), Ellerslie Road Stand, South Africa Road Stand i School End.